# Marvin Esor
Marvin Esor (ur. 21 lipca 1989 w Paryżu) – martynikański piłkarz występujący na pozycji obrońcy.

## Kariera klubowa
Esor rozpoczynał karierę w sezonie 2008/2009 w czwartoligowych rezerwach Girondins Bordeaux. W 2009 roku przeszedł do drugoligowego AC Arles-Avignon. W Ligue 2 zadebiutował 7 sierpnia 2009 w wygranym 2:1 meczu z zespołem Clermont Foot, do którego dołączył po sezonie 2009/2010. Reprezentując jego barwy, 27 sierpnia 2010 w wygranym 2:1 spotkaniu z Le Havre AC strzelił swojego pierwszego gola w Ligue 2. W połowie 2013 roku wygasł jego kontrakt z Clermont, a następny podpisał w styczniu 2014 z LB Châteauroux, również występującym w Ligue 2. Po sezonie 2013/2014 odszedł stamtąd do ligowego rywala, drużyny US Créteil-Lusitanos, w której grał do 2016 roku.
W 2018 roku został graczem klubu FC Bassin d'Arcachon. W sezonie 2018/2019 awansował z nim z szóstej ligi do piątej.

## Statystyki
Stan na 1 stycznia 2020
| Rozgrywki | Poziom | Kraj    | Mecze | Bramki |
| --------- | ------ | ------- | ----- | ------ |
| Ligue 2   | II     | Francja | 166   | 3      |
| CFA       | IV     | Francja | 29    | 0      |

## Kariera reprezentacyjna
Esor rozegrał 3 spotkania w reprezentacji Francji U-20, z którą wziął udział w Turnieju w Tulonie 2010.
W reprezentacji Martyniki zadebiutował 5 września 2012 w wygranym 16:0 meczu kw. do Pucharu Karaibów 2012 z Brytyjskimi Wyspami Dziewczymi. W latach 2012–2014 w drużynie narodowej rozegrał 8 spotkań.